# Кхакаборази
Кхакаборази (бирм. ခါကာဘိုရာဇီ — kʰàkàbò ɹàzì) — гора в северной Мьянме высотой 5881 м (5691 м), расположенная в штате Качин на окраине Гималайской горной системы у границы с Китаем.

## Значение
Вершина оспаривает статус высочайшей в Мьянме и Юго-Восточной Азии в целом с горой Гамланрази (5867 м).
Вершина включена в состав национального парка с необычайно широким разнообразием флоры и фауны и ледниковой шапкой.

## Исследования
Первое восхождение совершили японцы Такаси Одзаки и Ньима Гьялцен.
В настоящее время гора остаётся малоисследованной как скалолазами, так и биологами. В значительной степени это можно объяснить политическими причинами общей закрытости страны.